# Truyền hình độ nét cao

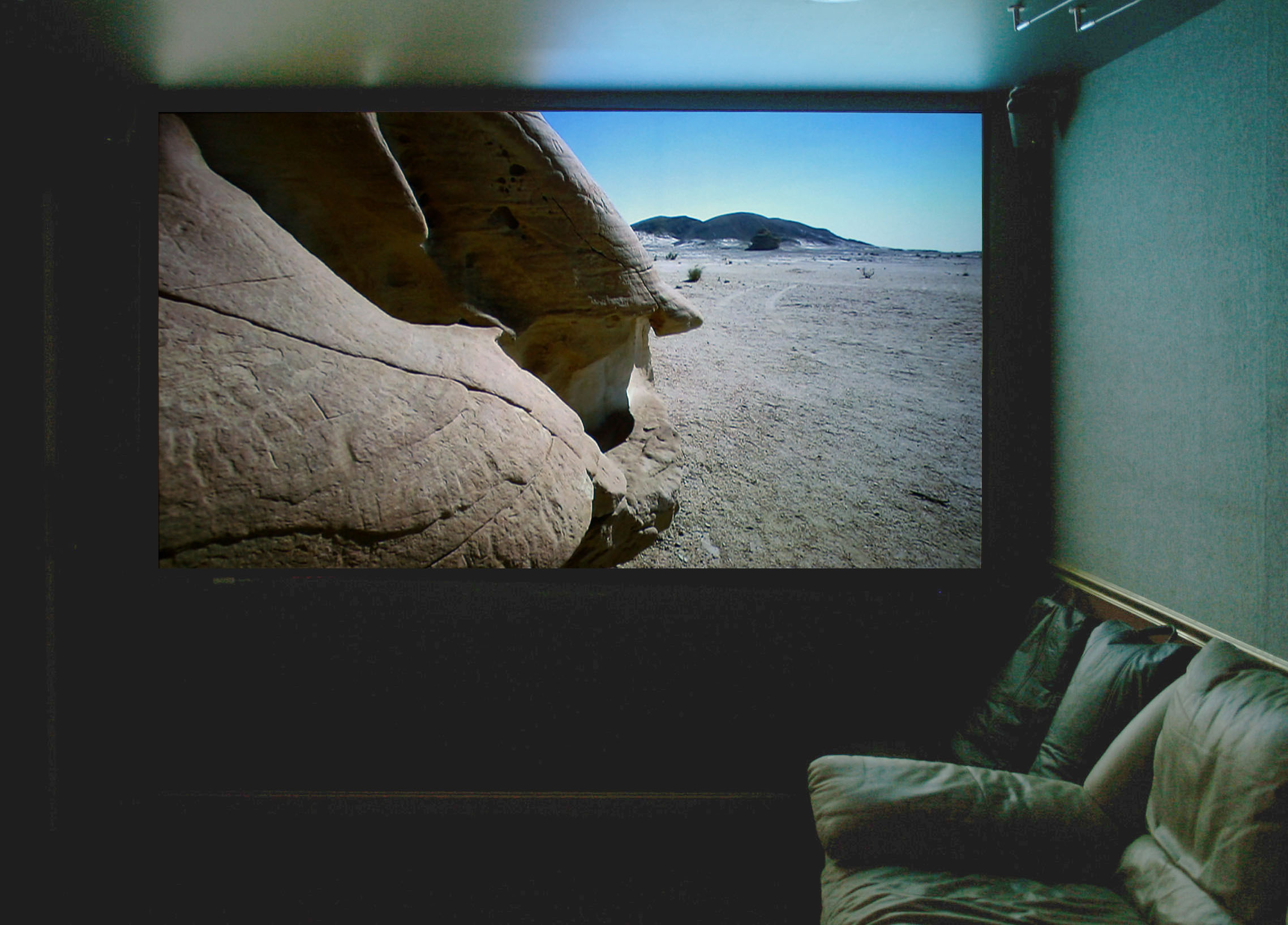
Màn hình trên phòng chiếu phim gia đình, thể hiện độ phân giải cao.

Truyền hình độ nét cao (tiếng Anh: high-definition television, viết tắt HDTV) là định dạng kỹ thuật phát truyền hình kỹ thuật số với độ phân giải tốt hơn so với bình thường (như màn hình TV thường, hay SDTV). HDTV được gọi là truyền hình kỹ thuật số (digital television - DTV) vì cần băng thông để xử lý kỹ thuật nén trong tập tin.
HDTV hiện đang là chuẩn video của hầu hết phương thức truyền hình: truyền hình kỹ thuật số mặt đất, truyền hình cáp, truyền hình vệ tinh, Blu-ray, và video streaming.
HDTV có thể được truyền theo một số định dạng sau:
- 720p  1280×720p: 923.600 điểm ảnh (~0.92 MP) trên mỗi khung hình
- 1080i 1920×1080i: 1.036.800 điểm (~1.04 MP) trên mỗi ảnh tĩnh hoặc 2.073.600 điểm (~2.07 MP) trên mỗi khung hình
- 1080p 1920×1080p: hiện không phải là tiêu chuẩn truyền hình của ATSC 1.0
  - Một số quốc gia sử dụng độ phân giải CEA không tiêu chuẩn, chẳng hạn như 1440×1080i: 777.600 điểm (~0.78 MP) trên mỗi ảnh hoặc 1.555.200 điểm (~1.56 MP) trên mỗi khung hình.

Chữ "p" có nghĩa là progressive scan (quét liên tục tất cả các dòng trên mỗi khung hình),
"i" là interlaced scan (quét xen kẽ dòng lẻ và chẵn). Do đó, mỗi lần quét chỉ cập nhật một nửa số điểm ảnh trên màn hình.
Khi truyền hình ảnh với chất lượng 2 megapixels mỗi khung hình, HDTV phát ra số điểm ảnh gấp 5 lần so với chuẩn SD (standard-definition television). Độ phân giải cao cung cấp hình ảnh sắc nét, nhiều chi tiết hơn. Hơn nữa, quét liên tục và tần số quét cao cho video ít bị nhấp nháy và hình ảnh mượt hơn đối với những chuyển động nhanh. HDTV như chúng ta biết ngày nay lần đầu được phát chính thức năm 1989 tại Nhật Bản, bằng hệ thống phát analog MUSE/Hi-Vision. HDTV sau này được phát triển rộng rãi trên toàn cầu vào cuối những năm 2000.

## Lịch sử
Thuật ngữ "Tivi phân giải cao" (high definition TV) được sử dụng trong hệ thống truyền hình từ cuối thập niên 1930 với hệ thống TV ở Anh có 240 dòng (trên một màn hình, mỗi dòng tương ứng với kích thước một điểm ảnh theo chiều đứng) và 405 dòng trong hệ thống TV đơn sắc (đen trắng) vào năm 1936, hệ thống TV 525 dòng theo hệ NTSC ở Hoa Kỳ vào năm 1941. Tuy nhiên, những hệ thống này chỉ được gọi là phân giải cao khi so sánh với những hệ thống trước đó.